# 常楽寺古墳
常楽寺古墳（じょうらくじこふん）は、島根県仁多郡奥出雲町高田にある古墳。形状は円墳。史跡指定はされていない。出土品は島根県指定有形文化財に指定されている。

## 概要

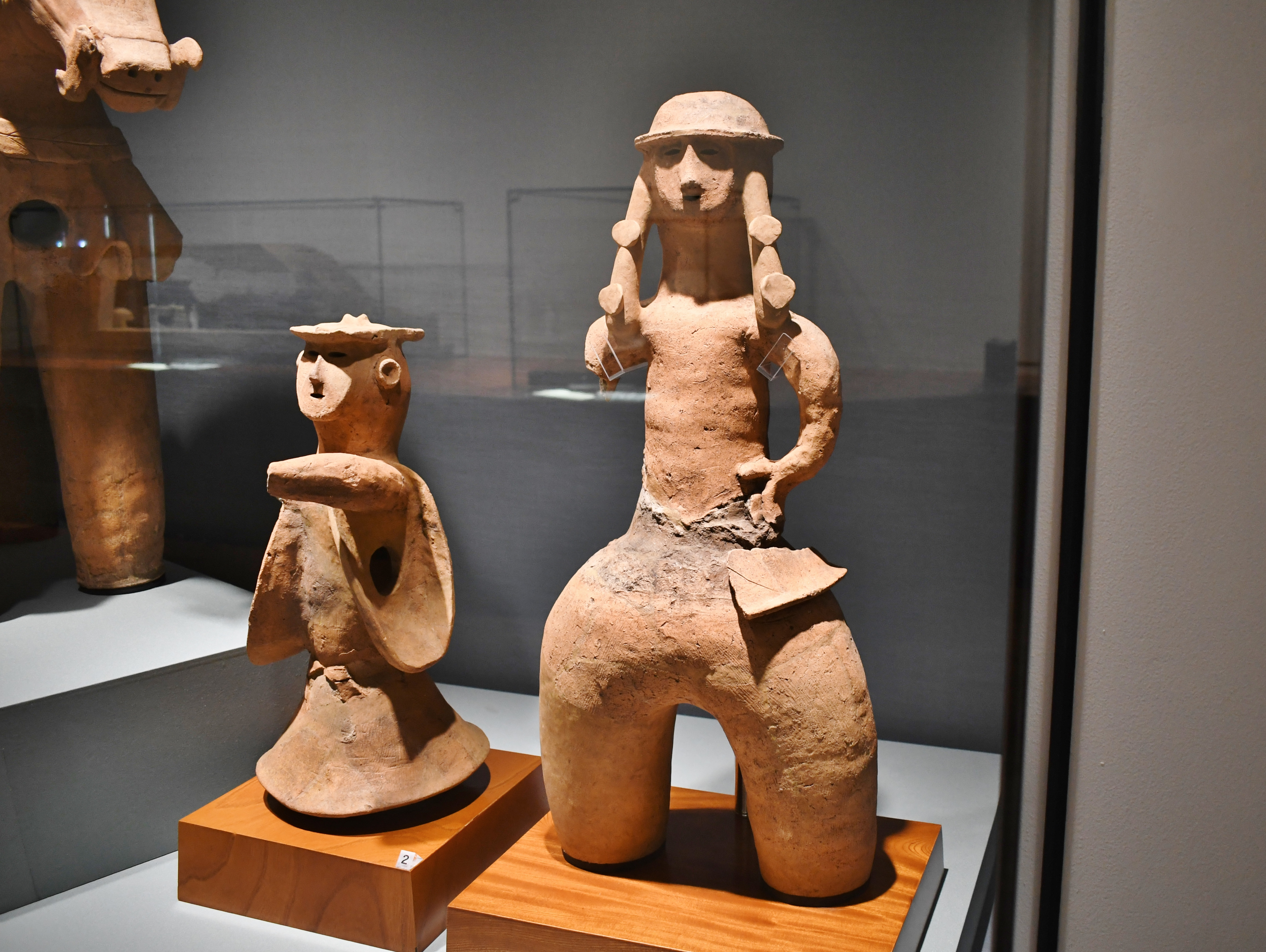
人物埴輪（島根県指定文化財）島根県立古代出雲歴史博物館展示。

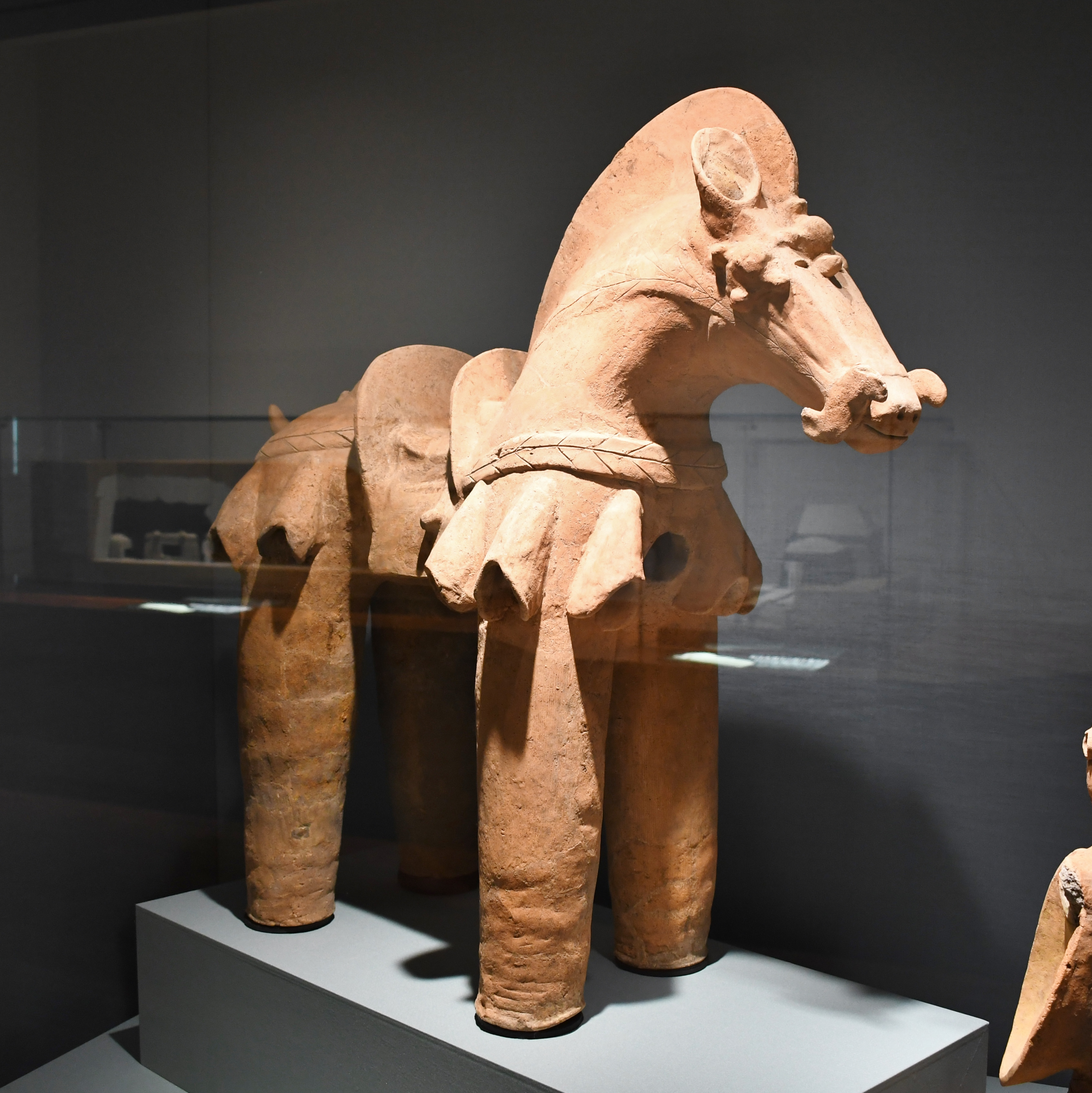
馬形埴輪（島根県指定文化財）島根県立古代出雲歴史博物館展示。

島根県東部、仁多町高田の小盆地の丘陵裾部の傾斜面上に築造された古墳である。現在までに墳丘は失われて石室が露出しており、1983-1984年度（昭和58-59年度）に石室周囲の発掘調査が実施されている。
墳形は円形と推定され、直径約16メートルを測る。墳丘周囲には幅2メートルの周溝が巡らされる。墳丘周囲の発掘調査では、石室前庭から墳丘前面にかけて人物埴輪5（男子3・女子2）・馬形埴輪1・円筒埴輪14以上が出土している。埋葬施設は片袖式の横穴式石室である。長さ2.5メートル・幅1.5メートル程度の小石室であるが、玄室内は未調査のため明らかでない。築造時期は古墳時代後期の6世紀後半頃と推定される。
出土品は1997年（平成9年）に島根県指定有形文化財に指定されている。

## 遺跡歴
- 1983年（昭和58年）、古墳周辺の圃場整備中に埴輪片の出土[3]。
- 1983-1984年度（昭和58-59年度）、発掘調査：第1・2次調査（仁多町教育委員会、1985年に報告）[3]。
- 1997年（平成9年）1月17日、出土品が島根県指定有形文化財に指定。

## 文化財

### 島根県指定文化財
- 有形文化財
  - 常楽寺古墳出土品（考古資料） - 1997年（平成9年）1月17日指定。

## 関連施設
- 島根県立古代出雲歴史博物館（出雲市大社町杵築東） - 常楽寺古墳の出土品を保管・展示。
- 奥出雲多根自然博物館（奥出雲町佐白） - 常楽寺古墳の出土品を保管・展示。